# London '66-'67
Albums de Pink Floyd
P·U·L·S·E
(1995) Echoes: The Best of Pink Floyd
(2001)
London '66-'67 (London 1966-1967) est un maxi et un film sur la musique de Pink Floyd, contenant deux chansons « perdues », une version plus longue de Interstellar Overdrive et Nick's Boogie. Ces deux chansons avaient été enregistrées pour le film Tonite Let's All Make Love in London de Peter Whitehead les 11 et 12 janvier 1967.

## Liste des chansons
Toutes les chansons sont écrites par Pink Floyd.
1. Interstellar Overdrive – 16:40
2. Nick's Boogie – 11:50

## Personnel
- Syd Barrett - guitare
- Roger Waters - basse
- Richard Wright - orgue Farfisa
- Nick Mason - batterie, percussions

## Sources
- (en) Cet article est partiellement ou en totalité issu de l’article de Wikipédia en anglais intitulé « London '66-'67 » (voir la liste des auteurs).